# Luke Macfarlane
Thomas Luke Macfarlane (London, Ontario, 19 januari 1980) is een Canadese acteur.

## Levensloop

### Opleiding
Samen met zijn tweelingzuster Ruth bezocht Macfarlane in zijn woonplaats de London Central Secondary School. Hij werd de leadzanger van de band Fellow Nameless, maar verliet de band om bij de Drama Division van de Juilliard School in New York te studeren. Hij studeerde er met een vierjarige studiebeurs in 2003 af.

### Carrière
Zijn eerste rol in een grotere film kreeg hij in 2004 in Kinsey. In deze film speelde hij de rol van Bruce, de zoon van de seksuoloog Alfred Kinsey. In de televisieserie Over There speelde Macfarlane de soldaat Frank Dumphy. Van 2006 tot 2011 speelde hij de rol van Scotty Wandell in de ABC-serie Brothers & Sisters. In de miniserie Iron Road van David Wu had Macfarlane een hoofdrol als James Nichol.
In de ziekenhuisserie The Night Shift nam Macfarlane vanaf 2014 de rol van Rick Lincoln op zich. Sinds 2015 is hij als D'avin Jaqobis te zien in de Canadese SF-serie Killjoys.

### Privéleven
In april 2008 vertelde Macfarlane tijdens een interview met de Canadese krant The Globe and Mail dat hij homoseksueel is. Als reden voor dat moment voerde hij zijn rol bij Brothers & Sisters aan: in de 16e episode van het tweede seizoen trouwden Scotty en Kevin met elkaar.

## Filmografie

### Film
| Jaar | Titel              | Rol               | Opmerking                |
| ---- | ------------------ | ----------------- | ------------------------ |
| 2004 | Kinsey             | Bruce Kinsey      |                          |
| 2006 | Recalled           | Lieutenant Sefton | Korte film               |
| 2006 | Trapped Ashes      | Vincent           | Afl. "My Twin, The Worm" |
| 2013 | Erection           | Dean              | Korte film               |
| 2015 | Christmas Land     | Tucker            | Hallmark Channel Movie   |
| 2021 | Single all the way | James             |                          |
| 2022 | Bros               | Aaron             |                          |

### Televisie
| Jaar         | Titel              | Rol                    | Opmerking                                                      |
| ------------ | ------------------ | ---------------------- | -------------------------------------------------------------- |
| 2004         | Tanner on Tanner   | Stuart DeBarge         | Tv-miniserie; 4 afl.                                           |
| 2005         | Over There         | PV2 Frank "Dim" Dumphy | Hoofdrol; alle afl.                                            |
| 2006–11      | Brothers & Sisters | Scott "Scotty" Wandell | Terugkerend (seizoenen 1–2). Hoofdrol (seizoenen 3–5); 81 afl. |
| 2009         | Iron Road          | James Nichol           | Tv-miniserie; beide afl.                                       |
| 2012         | Beauty & the Beast | Phillippe Bertrand     | Afl.: "Proceed with Caution"                                   |
| 2013         | Person of Interest | Agent Alan Fahey       | Afl.: "Proteus"                                                |
| 2013         | Smash              | Patrick Dillon         | 2 afl.                                                         |
| 2013         | Satisfaction       | Jason Howell           | Hoofdrol; alle afl.                                            |
| 2014–present | The Night Shift    | Rick Lincoln           | 6 afl.                                                         |
| 2014         | The Memory Book    | Gabe                   | Televisiefilm                                                  |
| 2015         | Supergirl          | Agent Donovan          | Afl.: "Red Faced", "Human for a Day"                           |
| 2015–present | Killjoys           | D'avin Jaqobis         | Hoofdrol                                                       |
| 2016         | Mercy Street       | Chaplain Hopkins       | Tv-miniserie 2016, 6 afl.                                      |

## Theater
| Jaar      | Titel                       | Rol                 |
| --------- | --------------------------- | ------------------- |
| 2003      | Juvenilia                   | Brondie Chase       |
| 2004      | Where Do We Live?           | Stephen             |
| 2006–2007 | The Busy World Is Hushed    | Thomas              |
| 2009      | The Jazz Age                | F. Scott Fitzgerald |
| 2011      | Normal Heart                | Craig Donner/Grady  |
| 2011      | Sam Bendrix at the Bon Soir | Sam Bendrix         |
| 2012      | The Normal Heart            | Felix Turner        |
| 2012      | Sam Bendrix at the Bon Soir | Sam Bendrix         |